# Klokočevik
Klokočevik – wieś w Chorwacji, w żupanii brodzko-posawskiej, w gminie Garčin. W 2011 roku liczyła 607 mieszkańców.